# Distrito de la Comarca de Núremberg
Comarca de Núremberg (en alemán: Landkreis Nürnberger Land) es un distrito del estado alemán de Baviera. Tiene una población estimada, a fines de 2021, de 171 424 habitantes.

## Ciudades y municipios
| Ciudades                                                                                           | Municipios | |
| -------------------------------------------------------------------------------------------------- | --- | --- |
| 1. Altdorf bei Nürnberg 2. Hersbruck 3. Lauf an der Pegnitz 4. Röthenbach an der Pegnitz 5. Velden | 1. Alfeld 2. Burgthann 3. Engelthal 4. Feucht 5. Happurg 6. Hartenstein 7. Henfenfeld 8. Kirchensittenbach 9. Leinburg 10. Neuhaus an der Pegnitz 11. Neunkirchen am Sand | 1. Offenhausen 2. Ottensoos 3. Pommelsbrunn 4. Reichenschwand 5. Rückersdorf 6. Schnaittach 7. Schwaig 8. Schwarzenbruck 9. Simmelsdorf 10. Vorra 11. Winkelhaid |